# Апостоли Ліннея

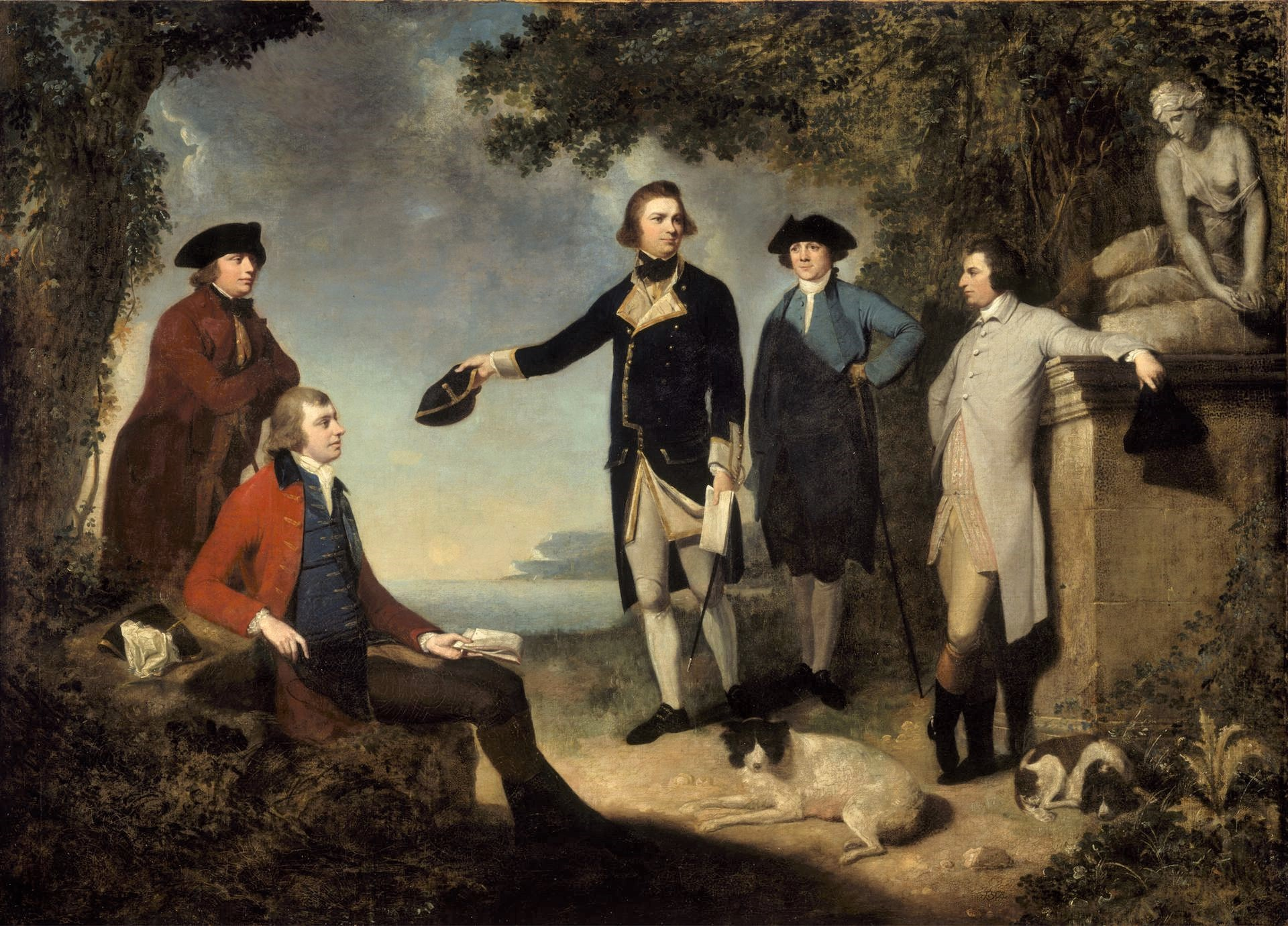
Один з «апостолів Ліннея», Даніель Карлсон Соландер (крайній ліворуч), разом із Джозефом Бенксом (ліворуч, сидить) супроводжують Джеймса Кука (по центру) під час мандрівки у Австралію.
Картина Джона Мортімера, 1771

«Апостолами Ліннея» називають учнів великого шведського натураліста Карла Ліннея (1707—1778), які брали участь у експедиціях у різних частинах світу, починаючи з кінця 1740-х років, збираючи насіння рослин, гербарні та зоологічні зразки. Плани деяких з цих експедицій були розроблені власне Ліннеєм або за його участі.

## Лінней та його учні
Володіючи хорошими організаторськими здібностями та досить добрими зв'язками у вищих ешелонах шведського суспільства, Ліннею не раз вдавалося домогтися виділення коштів на здійснення різних проєктів, пов'язаних з дослідницькими роботами у далеких країнах. Спонсорами таких проєктів виступали і Шведська Ост-Індійська компанія (деякі учні Ліннея вирушили в подорожі в Ост-Індію та Китай на кораблях цієї компанії як лікарі чи священники), і королівське подружжя.
Усі експедиції в ті часи були пов'язані з великими небезпеками, семеро «апостолів» під час подорожей померли; серед них був і перший учень Ліннея, відправлений ним у експедицію, — Кристофер Тернстрем, який помер від тропічної гарячки, ймовірно малярії, на острові Côn Sơn' ' (зараз — В'єтнам). Після того, як вдова Тернстрема звинуватила Ліннея в тому, що саме з його вини її діти будуть рости сиротами, він став відправляти в експедиції лише тих своїх учнів, які були неодружені.
Зібрані під час подорожі колекції більшість «апостолів» привозили або надсилали Ліннею. Колекції Фредріка Гассельквіста, який помер у Смирні, були арештовані за борги і пізніше з великими складнощами викуплені королевою Швеції Луїзою Ульрікою.

## «Апостоли»
Зазвичай до «апостолів Ліннея» зараховують 17 його учнів , перерахованих у наведеній нижче таблиці в порядку першого від'їзду в експедицію.
| Роки      | Науковець                | Місця експедицій                     |
| 1746      | Кристофер Тернстрем      | Китай                                |
| 1747—1751 | Пер Калм                 | Північна Америка                     |
| 1749—1752 | Фредрік Гассельквіст     | Східне Середземномор'я               |
| 1750      | Улоф Торен               | Індія, Китай                         |
| 1750—1752 | Пер Осбек                | Китай                                |
| 1751—1756 | Пер Лефлінг              | Іспанія, Південна Америка            |
| 1755      | Даніель Роландер         | Суринам                              |
| 1758      | Антон Роландссон Мартін  | Шпіцберген                           |
| 1761      | Карл Фредерік Адлер      | Індія, Китай, острів Ява             |
| 1761—1763 | Пер Форссколь            | Єгипет, Ємен                         |
| 1765—1767 | Андерс Спарман           | Китай                                |
| 1771—1772 | Андерс Спарман           | Південна Африка                      |
| 1772—1775 | Андерс Спарман           | Океанія, Південна Америка            |
| 1775      | Андерс Спарман           | Південна Африка                      |
| 1787      | Андерс Спарман           | Сенегал                              |
| 1768—1771 | Даніель Карлсон Соландер | Австралія, Азія, Африка              |
| 1772      | Даніель Карлсон Соландер | Ісландія                             |
| 1769—1774 | Йоганн Петер Фальк       | Росія                                |
| 1770—1779 | Карл Петер Тунберг       | Південна Африка, Ява, Японія, Цейлон |
| 1773      | Андреас Берлін           | Гвінея                               |
| 1773—1776 | Георг Ротман             | Туніс, Лівія                         |
| 1792—1796 | Адам Афцеліус            | Сьєрра-Леоне                         |

Крім названих науковців, інші учні Ліннея пересилали та привозили йому ботанічні та зоологічні зразки. Наприклад, барон Клас Альстремер (1736—1794) після поїздки у справах свого бізнесу в Іспанію привіз звідти своєму вчителеві насіння південноамериканської рослини, яку згодом Лінней назвав на честь свого учня альстремерією.